# サッカーのフォーメーション

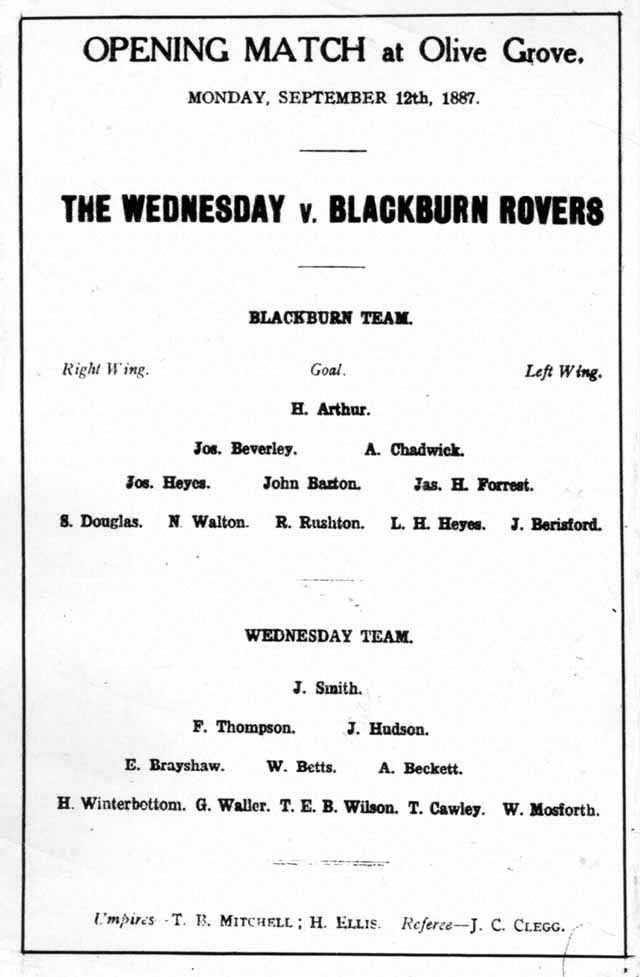
ブラックバーン・ローヴァーズとザ・ウェンズデイとの間で行われた1887年の試合のプログラム。選手は2–3–5フォーメーションに配置されている。

サッカーにおいて、フォーメーション（英: Formation）とは、戦術の基本となるフィールド上での選手の配置隊形を意味する概念である。漢訳として陣形や布陣の語が当てられる場合もある。11人全員の配置隊形を指す場合もあれば特定の局面における数人の配置隊形を示すこともあるが、本項目では特に断りがない限り、11人全員の配置隊形を表すものとして扱う。

## システムとフォーメーションの違い
日本ではシステムという言葉もフォーメーションと同じ意味を表す言葉として互換的に用いられることが多いが、戦術研究の先進地域であるヨーロッパでは異なる概念として用いられる場合がある。両者を区別する場合、システム（System）とは、点を取ることあるいは失点を抑えること（ないしはその両方）を目指してピッチ上の選手が動く際の仕組み（System）のことを指し、フォーメーション（Formation）とは、システムを実際のピッチ上で再現した際に選手の並ぶ形（Form）として現れてくる隊形（Formation）を指す、と整理することが可能である。この区別を導入することの意義は、見かけ上同じに見えるフォーメーション（配置）であっても、チーム毎にシステム（プレーする仕組み）が異なれば全く内容が異なるものになることが容易に理解できる点にある。
本記事では以上の区別を踏まえ、配置隊形を表す用語としては「システム」を使用せず、「フォーメーション」を使用するものとする。

## 概要
サッカーのポジションは大まかにゴールキーパー（GK）、ディフェンダー（DF、バックスとも言う）、ミッドフィールダー（MF、ハーフとも言う）、フォワード（FW、トップとも言う）の4種類に分類される。ルールによってGKは必ず一人置かなければならないが、残りのフィールドプレーヤー10人の選手をどう配置するかは自由であり、監督の腕の見せ所の一つである。例えばDFが多くなれば守備的なサッカーになるし、FWが多くなれば攻撃的なサッカーになる。サッカーにおいてディフェンダー登録の選手がディフェンダーのポジションに、フォワード登録の選手がフォワードのポジションを取らなければならない決まりはなく、戦況や戦術によって自由に柔軟にポジションが変化することはサッカーの醍醐味の一つである。
ただ単に、FWを増やせば点が取れるかといえば、MFやDFが少ない→ボールの支配力が下がる→得点力が落ちる、となるなど、単純ではない。フォーメーション同士の相性や、プレーする選手の適性や戦術理解度にも左右され、絶対的な「最強のフォーメーション」は存在しない。
代表チームがどのフォーメーションを採用するかには、その国の国民性や文化、サッカーの戦術理解度が反映される。

## フォーメーションの表記および呼称
フォーメーションを表す際は、「DF-MF-FW」の順番で各ポジションの人数を並べた「4-4-2」や「3-5-2」といった数字の羅列を用いる方法が一般化している。例えば「4-4-2」は、DF4人、MF4人、FW2人で構成されるフォーメーションを表している。同様に「3-5-2」は、DF3人、MF5人、FW2人というフォーメーションを表す。GKが含まれないのは現在の公式ルールによって必ずGKを1人置くことが決まっているためだが、ヨーロッパでは「1-4-4-2」のようにGKを略記せずに表記する場合もある。
上記の表記法のより詳細な例として、「4-2-3-1」や「4-3-1-2」と4列にわたってポジションの人数を表記する場合もある。これはそれまでは一括りに表示していた守備的MFと攻撃的MFに分けて表記する形式で、「4-3-1-2」であればDF4人、守備的MF3人、攻撃的MF1人、FW2人によって構成されるフォーメーションを表す表記となる。
その他、3バックや4バックといったDFの人数のみに注目したフォーメーションの呼称も一般的である。DFの数は守備だけでなく攻撃の考え方にも制約を及ぼす度合いが強いため、かつては11人全員のフォーメーションの特徴を表現する分類方法として広く使用されてきた。またワントップやツートップ、スリートップ、ゼロトップ、ワンボランチなど、他の特定のポジションの人数に注目した表記も存在する。

## 歴史
サッカーとラグビーは、ともに中世のフットボールとイングランドのパブリックスクールでプレーされていたフットボールに起源を持ち、19世紀後半になって手の使用が制限されるサッカー（アソシエーション（協会式）フットボール）と手でボールを持って走ることが許されるラグビーフットボールに分かれてまとまった（フットボール協会の結成が1863年、ラグビーフットボール連合の結成が1871年）。最も初期のサッカーでは現在のオフサイドに相当するルール（アウト・オブ・プレーに関するルール）がラグビーと同じで、ボールより前にいる選手にパスが認められなかった。そのため、現在でもラグビーでは15人の選手の多くが横一線になってラインを形成するが、最初期のサッカーもこれに類似しており、0–0–10や1－0－9、2－0－8というフォーメーションを形成していた。当時のサッカーは現在のラグビーのようにボールを前方に向かって蹴り全員でゴールに向かう、あるいはドリブルで進むと言うスタイルだった。
以後、初期のサッカーにおけるフォーメーションは、オフサイド（アウト・オブ・プレー）に関するルールの変更によって大きく影響を受けてきた。20世紀初頭は「3人制オフサイドルール」が採用されており、パスのキックの瞬間に受けての前方のGK＋2人がいなければオフサイドとなった。その後「2人制オフサイドルール」に変更され、GK＋1人いなければオフサイドとなった。このルールの変更によりゴールの数が大幅に減ることとなった。

### 1866年以降: Vフォーメーション (2-3-5)

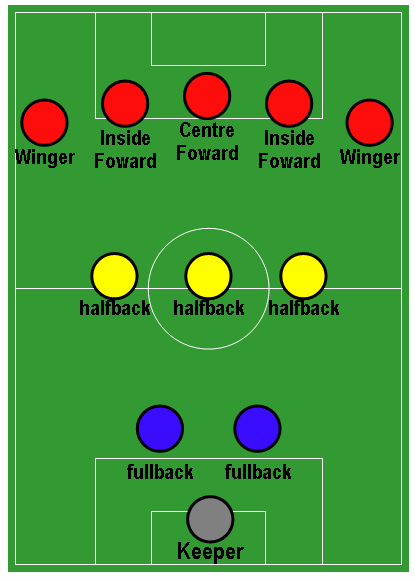
Vフォーメーション

1866年にアウト・オブ ・プレー規定が見直され、前にいる選手へのパスが認められた。ただし、ゴールラインとパスを受ける選手の間に、相手選手が3人以上いなくてはならなかった。このルールを通称「3人制オフサイド」と呼ぶ。
1870年にはボールを手でキャッチすることが反則となり、1871年にはゴールキーパー（GK）のポジションが導入された。「3人制オフサイド」ルールの下ではオフサイドラインはかなり高い位置で、DF2人で十分に対応できた。この頃のフォーメーションは2-3-5で、依然としてかなり前がかりで、後ろの選手に比べて前の選手がかなり多かった。上から見るとGK含めV字に見えるため、Vフォーメーションと呼ばれた。
フォーメーションの歴史は、この2-3-5から守備人数が増えていく歴史であり、現在でもイギリスで左右のサイドバック（以下、SB）を単にright back/left back、センターバック（以下、CB）をcentre halfと呼ぶことがあるのは、2-3-5フォーメーションでのポジション名の名残りである。また、この頃はDFを「バックス」、MFを「ハーフ」と呼んだ。

### 1925年以降: WMフォーメーション (3-2-5)

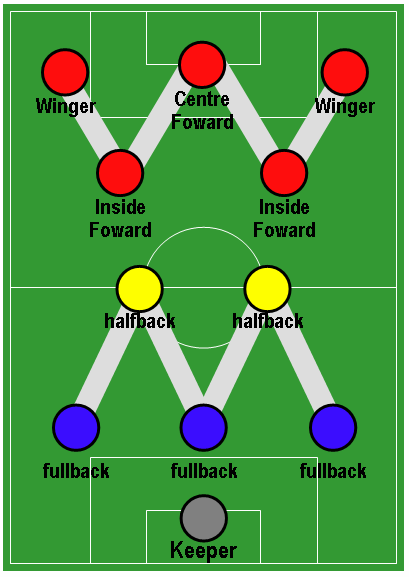
WMフォーメーション

1925年にオフサイドルールが改正、ゴールラインとパスを受ける選手の間に相手選手が2人いればよいことになった。オフサイドラインは下がり、2人のDFで敵の5人のFWに対応するのが難しくなった。そのため、2-3-5フォーメーションのセンターハーフ（以下、CH）が左右DFの間に入ってディフェンスを務める3-2-5が主流となった。FWの配置がW字、DF・MFがM字に見えるため、WMフォーメーションと呼ばれた。WMフォーメーションのFWは、左から左ウイング－左インナー－CF－右インナー－右ウイングであり、ウイングとCFが最前線に出て、インナーの2人は下がり目というポジショニングとなった。ウイングの上げたセンタリングをCFがはたき、左右のインナーがシュートするのが基本で、下がり目に位置していたインナーが実際には得点を狙うポジションとなった。DF陣は、前の2人をハーフバック、後ろの3人をフルバックと呼び、両者を総称してバックスと呼んだ。
1930年代初頭にこのWMフォーメーションをいち早く採用したのが、クラブチームではアーセナル、代表チームではヴンダーチームと呼ばれたオーストリア代表だった。1950年代前半にマジック・マジャールと呼ばれて4年間無敗の記録を作り、ヨーロッパを席巻したハンガリー代表のMMフォーメーションもこれを応用した。
WMフォーメーションのフォワード陣形とバックス陣形を入れ替えた、MWフォーメーションも生まれた。

### 1950年代: 4-2-4

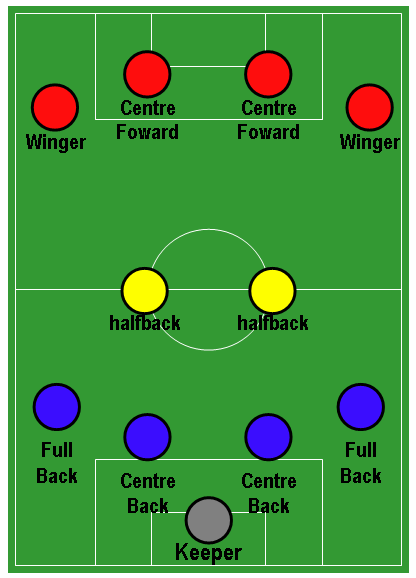
4-2-4

ヨーロッパでWMフォーメーションが主流だった1950年代、南米で2-3-5を発展させた4-2-4が生み出された。ゾーンディフェンスとともに生み出されたもので、FW4人、DF4人に加えMF2人という構成だった。WMフォーメーションのFW5人、DF5人に対しMFの2人が攻守を兼ねFW6人、DF6人という数的優位を作り出し、WMフォーメーションを圧倒した。
4-2-4は1958年のワールドカップスウェーデン大会で優勝したブラジル代表に採用され一時代を築いた。この後1970年代にリヌス・ミケルスが世界に轟かせて有名になったトータルフットボールも、この4-2-4或いは次に説明する4-3-3をベースに進化させた戦術だった。

### 1960年代: 4-3-3

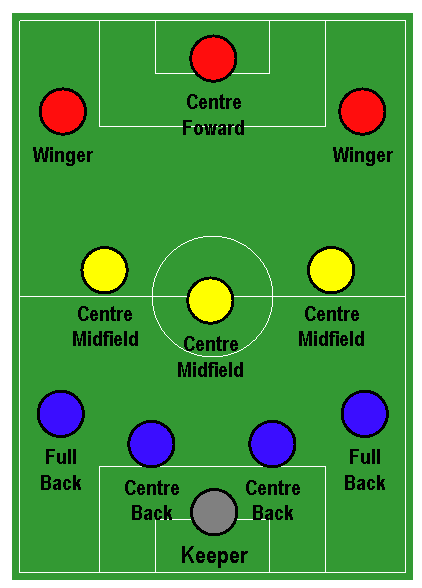
4-3-3

1960年代、4-2-4から変化したもので、FWを1人減らしてMFを1人増やしバランスをとった。以降、20年にわたり4-2-4とともに世界の主流となっていった。
1970年代には、4-3-3からFWをさらに1人減らして4バックの背後に5人目のDFを置き守備重視でカウンターを主体としたスタイルのイタリアのカテナチオや、4バックのうち1人を余らせ攻守にわたってゲームをコントロールする攻撃的なリベロの概念が生まれた（ドイツのベッケンバウアーの例）。

### 1980年代前半: 4-4-2

一般的な4-4-2

1980年代以降は、中盤が重要視されMFの人数が増えた。1982年のスペインW杯では黄金のカルテットを擁するブラジルや、シャンパンサッカーと呼ばれたミシェル・プラティニ率いるフランスが4-4-2を採用した。4-4-2はその後フォーメーションの主流となり、現在でも多くのチームに使われ最もベーシックな形である。

### 1980年代後半: 3-5-2

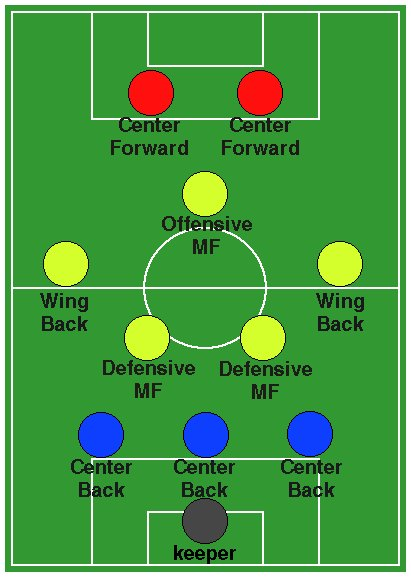
一般的な3-5-2

4-4-2同士の対面で相手の2トップに対しDF4人を置くのは無駄と考え、2人をマークして1人をスイーパーとしてあまらせる3バックが生み出される。1984年の欧州選手権でデンマーク代表監督のゼップ・ピオンテックによって生み出された3-5-2は、1986年のメキシコW杯の時にアルゼンチン代表監督のカルロス・ビラルドによって熟成し、それ以降、世界中のクラブや代表チームで3-5-2が増えていった。

### 1980年代後半～1990年代前半: 4-4-2/4-3-3
80年代の後半にはアリゴ・サッキ率いるACミランが欧州を席巻した。サッキはプレッシングの発明と共にゾーンプレスをチームに導入した。ゾーンはピッチの地域を選手ごとに分担して守る方法であり、ピッチの横幅を担当する人数は、ピッチの広さと人数の関係から4人に収まった。DFラインとMFに4人ずつ並べて4×4の守備ブロックが構成された。残りの2人のフィールドプレーヤーの内一人はFWの位置に置くので、もう一人をFWに置けば4-4-2、アンカーに置けば4-3-3、トップ下に置けば4-2-3-1の形へと変化した。またこのシステムはサッキと相思相愛の師弟関係にあるカルロ・アンチェロッティが率いた、2014年に「デシマ」や公式戦22連勝を達成し史上最強とも称されたレアル・マドリードがボールを支配する形で使用し、サッキとは監督として対照的なスタイルのヨハン・クライフすら認めた。

### 1990年代後半: 4-3-3
1990年代の後半までは4-4-2と言えばイングランドフットボールの代名詞であり、イングランドの多くのクラブがこのフォーメーションで成功をおさめていた。そして、1977年から1982年までの6年間はイングランドのクラブがヨーロッパチャンピオンズカップを独占していたように、このころのヨーロッパのサッカーはイングランドのサッカーが中心であった。しかし、1995年のボスマン判決以後はイングランドに国外やヨーロッパ外からの外国人選手の選手が流入するようになり、国内リーグのダイレクトプレー主義は失われていった。当時は南米やイングランド以外のヨーロッパのチームはボールをキープして試合をコントロールするチームが多く、イングランドもその影響を受けるようになっていった。上位のチームが伝統的な4-4-2のフォーメーションをやめて4-3-3を採用し始めると、それにならうしかない下位のチームも4-3-3などのフォーメーションを採用するようになっていった。今日では中盤の選手が三角形になるアンカーと呼ばれるポジションを配置するのが一般的となっている。前線の両サイドのアタッカーの突破力を活かせることや中盤の前2枚がより前でプレーできるのがメリット。

### 2000年代: 4-5-1

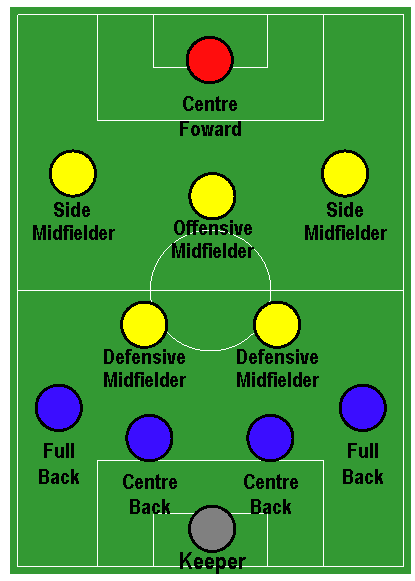
4-2-3-1

2000年代、新たな方向性として4-3-3のウィングを中盤まで下がらせた4-2-3-1や4-1-4-1、1トップ2シャドーを軸とした4-3-2-1なども誕生した。4-2-3-1は、中央へのプレッシャーが増す現代サッカーにおいて、サイドアタックと中盤の構成力を重視したもので、1トップといっても守備的ではなく、戦術しだいでは高い攻撃力を見せる。

### 2010年代: 4-6-0

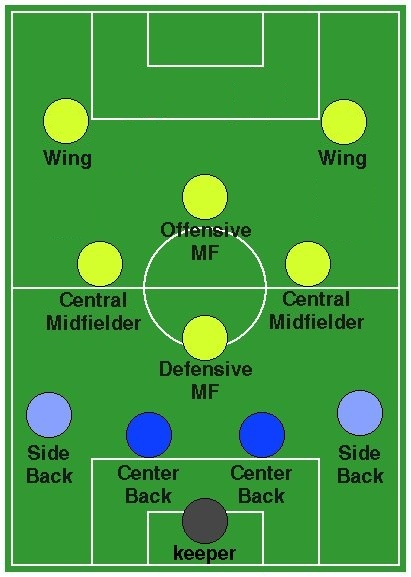
4-6-0

近年登場してきたのが純粋なストライカーを配置せず、攻撃的MFのような素質を持った選手がセンターフォワードの位置に付く0トップとよばれるフォーメーション。セリエA2005-06シーズン、当時ASローマを率いていたルチアーノ・スパレッティがこのフォーメーションを編み出した。UEFA EURO 2012でのサッカースペイン代表がこのフォーメーションで優勝を飾り、一躍注目を浴びた。また、FCバルセロナでは3トップの中央にリオネル・メッシを配置し、中央の下り目の位置でパスを交換しながら両サイドのFWが飛び出して行く戦術でUEFAチャンピオンズリーグ 2010-11を優勝するなど、3トップ戦術にも広がりを見せた。
アトレティコ・マドリードのディエゴ・シメオネは、中盤をフラットに敷いた4-4-2の形から前線の2人を守備組織に組み込んだ4-6-0とも解釈できる非常に守備的な戦術を用い、レアル・マドリードとFCバルセロナが10年間独占し続け「2強時代」とも称されたリーガ・エスパニョーラのタイトルを獲得した。

### 2020年代:可変システム
2020年代になると、ボール保持時とボール非保持時でシステムが変わるいわゆる可変システムが流行し始めた。代表的なチームとしては、マンチェスター・シティや、イタリア代表である。マンチェスター・シティFCは、2020-21シーズンから、フィル・フォーデン、ケヴィン・デ・ブライネ、ベルナルド・シウバらを偽9番として、起用すると同時に、可変システムも採用した。具体的には、試合によって所々メンバーが変わるが、ボール保持時には、右から、カイル・ウォーカー、ジョン・ストーンズ、ルベン・ディアスで、自陣のハーフスペース、真ん中のレーンを埋め、左サイドバックのジョアン・カンセロと、ロドリで敵陣のハーフスペースを埋め、サイドレーンはラヒーム・スターリング、リヤド・マフレズがそれぞれ左、右を埋める。ラスト30メートルのハーフスペースと中央レーンは、デ・ブライネ、フォーデン、イルカイ・ギュンドアンが流動的に動く。イタリア代表は、ラスト30メートルで流動的に選手が動くところとは違うが、基本的にはマンチェスターシティと同じである。

## DFラインのフォーメーション

### 3バック
3バックは相手FWが2人の場合（以下、ツートップ）を想定する。FWが2人の場合はFW対DFで常に数的有利を作ることができる。相手がワントップあるいはスリートップでも3バックがとられる場合もある。3バックでは3人全員をCBとするのが普通であり、中央の人数が多いために中央で強さを発揮する。しかし、両サイドにDFがいないため、サイドの守備の大部分をMFが負担しなければならない。両サイドのMFが守備のために常に下がっていると5バックのような形になり、非常に守備的なフォーメーションとなる。現在では4バックが主流となっているが、時折採用される。

#### スイーパー型
かつて3バックにおいては、ストッパーの背後にスイーパーを配置するのが一般的であった。3人のCBのうち2人（ストッパー）が相手2トップに対してマンマークを行い、残る1人（スイーパー）がこぼれたボールを奪取したり、中盤から飛び出してくる選手をマークすることで守備を安定させる。しかし、スイーパーの深い配置がゴール前の両サイドの深い位置にスペースを発生させることになってしまうので、サイド攻撃に弱い。現在ではゾーンディフェンスが主流になったこと、またディフェンスラインを一列に保つことが重視されるため、採用されることはほとんどない。

#### フラット型
3人のCBを横一列にならべてゾーンディフェンスを行う、現在一般的となっている3バックの戦術。DFラインの人数が少なく横一列に並んでいるのでラインコントロールは非常に行いやすい。最終ラインをゾーンに分けてディフェンスするが、3人では個々のゾーンが広くなってしまうためスペースを埋めることが難しく、ゾーンの間に飛び込んでくる選手への対応やマークの受け渡し、抜かれたときのカバーが困難である。また中央に寄ると大きなサイドの守備が手薄になるという弱点もある。日本ではフィリップ・トルシエが率いた日本代表が用いたことで有名。

### 4バック
通常の4バックは、4人のDFのうち中央の2人はCBとして中央の守備を担当し、左右のSBはサイドの守備を行う。相手チームがワントップの場合には中央が2対1となり、あるいはスリートップの場合でも両サイドは1対1、中央は2対1となって守備が安定する。しかし、ツートップの場合には中央で2対2になるので1対1の局面が多くなり、個々のDFの能力が重要になる。DFの数が多いため前線の人数が少なくなるので、攻撃の厚みを増すためには状況に応じてDFのオーバーラップが求められる。通常の戦術としてはCBは守備的に行動し、SBは積極的に攻撃に参加する場合が多いが、4人のDFすべてにCBを起用して極端に守備を重視する場合もある。両SBが攻撃のために常に上がると2バックのような形になり、非常に攻撃的なフォーメーションとなる。

#### フラット型
4バックではスイーパーを置かずDFを横に並べゾーンディフェンスによって守るのが一般的。DFが4人いることで最終ラインをゾーンに分けてディフェンスしたとき、ゾーンを簡単に埋めることができる。横に並ぶことによりラインコントロールも比較的行いやすい。

#### スイーパー型
現在採用されることはほとんどない。2人のCBのうち1人をDFラインとGKの間に配置し、3人のDFをカバーするスイーパーとして機能させる。ストッパーとスイーパーの配置のギャップが自陣後方にスペースを作り出してしまうため、DFラインを高くすることはできないが、ゴール前に強固な守備陣を構築できるため、自陣に引いて守る場合には有効である。

## フォワードのフォーメーション

### ワントップ
最前線（1列目）にFWを1人置くフォーメーションのことを指す。
通常、ポストプレイヤーが起用されることが多い。この場合、ポストプレーは自分自身で得点することだけでなく、ボールをキープした上で2列目以降から飛び出してくる選手の得点をアシストする役割のことである。
1トップに攻撃的MFタイプを配置して中盤までボールを受けに来させ、ボールをキープしつつ後ろから湧き上がるようにMFが上がってくるのも可能になる。ASローマのルチアーノ・スパレッティ時代に典型的な9番タイプではないフランチェスコ・トッティを1トップに配置し一時代を築いた。このフォーメーションは正規のCFを置かないことにより0トップと呼ばれた。
ワントップのメリットは、MFやDFの人数が多いため、守備で人数を多く掛けることができる。前線にスペースができる。その分、攻撃面で人数を補うため中盤ないしサイドからのオーバーラップが必須で、中盤に走力とダイナミズムが要求される。

### ツートップ
最前線（1列目）にFWを2人置くフォーメーションのことを指す。
近代サッカーで多く選択されるフォーメーションで、FW2人の特長とその組み合わせによって、同じツートップでもさまざまな戦術が考えられる。例えば一方のFWに背が高くポストプレーが得意な選手を置き、その選手が落としたボールをもう一方の選手に拾わせる、あるいはボールをキープできる選手に前線でためを作らせ、その選手から出されたパスを相手DFの裏に走り込ませたもう一人の俊足のFWに受けさせる、など。

### スリートップ
最前線（1列目）にFWを3人置くフォーメーションのことを指す。
オランダにおける伝統的なフォーメーションとされ、現在世界中で多くのクラブが採用している。左右に一人ずつ位置するウイングと中央でボールを待つCFで構成される。古くはウイングが敵陣深くドリブルしたのちセンタリングを上げ、それを得点力に秀でるCFが合わせてゴールするのが定石であったが、近年は戦術も非常に多様化している。前線の人数が多いため個々の能力さえ保つことができれば半ば強引でも得点機を作り出すことができ、中盤に課せられた役目は前線に良質なパスを一本通し、後は手詰まりになった時にバックパスをもらうか守備に徹するだけだった。しかし極端にウイングが外に位置するこの構成だとボールの反対側のウイングプレーヤーが余ってしまうことが多く、また中央も2トップと違いニアやフォアへの蹴り分けがないため、能力のあるCBにクリアされることも多かった。そこでドリブルで攻めているサイドと逆のサイドのウイングがCFと並んで中央に寄るといったように、状況に応じて役割を変化させるフォーメーションが次第に採用されるようになった。
近年では同じようにFWを3人置くスリートップでも、かつて提唱された戦術と大きく異なる現代的なスリートップが度々見受けられる。マンマークが常識だった1980年代前半までは個々の役割が攻守ともに細分化されていて、攻撃時にはまず相手を抜くことが求められ、逆に守備時には自分が担当する選手の突破を防ぐことが重要視されていた。しかし近年ではゾーンディフェンスが主流となり、個々の突破や守備よりもチーム全体での流動的な攻撃と守備及びその2つの切り替えが求められるようになったため、たとえ生粋のウインガーであっても時にはサイド突破ではなく中央にボールを運んだり、比較的フリーになりやすいサイドでパスを受けて味方に渡すという、ショートポストの役割を果たす必要性が生まれてきた。同時にかつては前線の3人で攻める一定のパターンを繰り返していたのに対し、個々のスペースを大きく取った前線と細かいパスに有利なコンパクトなトライアングルを形成する中盤の選手とがボール共々入り乱れ、ボールと人の双方が動いてチームでゴールを目指すという動きが主流になった。
2011年のFCバルセロナではリオネル・メッシをウインガーより後方の中央に置き、逆三角形の形になるようなフォーメーションを採用している。メッシがプレスを避けつつウインガーにパスも出せ、ウインガーが押し上げたDFラインのスペースをドリブルで切り込むことができる。これをメッシは「Vフォーメーション」と呼んでいる。

### フォートップ
最前線（1列目）にFWを4人置くフォーメーションのことを指す。
1950年代にブラジル代表がよく使っていたが、2000年代では殆ど使われていない。

## 現代の一般的なフォーメーション

### 4-4-2
4-4-2は4バックを主体とした中で最も普遍的で、DFが4人、MFが4人、FWが2人。4バックの基本フォーメーションとも言える。理論上フィールドプレーヤーが満遍なくピッチをカバーできる。そのため、世界的にコーチングスクールの教科書には4-4-2か4-3-3が基礎戦術として掲載されていることが多い。

#### フラット型
中盤の構成がセントラルMFが2人、サイドMFが2人とMFを横一列に配置し、バランスに優れる。フィールドに選手が均等に配置されているので、守備において個々が分担するゾーンが明確でゾーンディフェンスが行いやすい。中盤が一列なのでチーム全体をコンパクトに保つことが容易で、プレッシングも効かせやすい。高い位置からのプレッシングによるショートカウンター攻撃と、両サイドの人数の多さを活かしてサイドMFとSBによるサイド攻撃が中心となる。中央が手薄なので、セントラルMFには攻守にわたる高い総合能力と豊富な運動量が求められる。イングランドが伝統的にこのフォーメーションを採用している。また、派生フォーメーションとして、FWの配置が縦配列になった4-4-1-1もある。

#### ダイアモンド型
中盤の構成が守備的MFが1人、サイドMFが2人、攻撃的MFが1人とMFをダイアモンド型に配置し、攻撃を重視する。サイド攻撃はSBが担当することが多い。

#### ボックス型（4-2-2-2）
中盤の構成が守備的MFが2人、攻撃的MFが2人と、MFをボックス型に配置し、構成力に優れる。MFの役割分担が明確で、攻防の素早い切り替えによるカウンターと、中盤での前後のパス回しが容易に行える。攻撃時に使えるスペースが広く有るためMFに起用される選手の特徴の変化によって（例えばサイドアタッカーと中央を得意とする選手のどちらを起用するのかで）攻め方を変え易くバリエーションを持たせやすい。フォーメーションが縦に長く伸びやすいためプレッシングを行うことが困難で、前線MFの後方、ボランチ脇のスペースができやすくSBに負担がかかる等の弱点を持つ。中央は、DFライン前にDHが残る形になるためブロックを作りやすく、守備が安定しやすい。

#### トレスボランチ型（4-3-1-2）
中盤の構成が守備的MFが3人、攻撃的MFが1人で、守備を重視したもの。一見ダイヤモンド型に似ているが、サイドのMFがあくまでも守備重視の役割である場合にこう表現される場合もある。3人のMFがDFラインの前に張り付くことによって守備は強固なものとなるが、攻撃は攻撃的MFとFWの能力次第となる。攻撃的MFに高いボールキープ力があれば、守備的MFやSBのオーバーラップを引き出すことができ、有効なフォーメーションとなる。

### 4-5-1
DFが4人、MFが5人、FWが1人。MFが5人になることで中盤に厚みを持たせる。FWが1トップとなるため1トップのFWに高い能力が期待され、得点には中盤のサポートが不可欠で、攻撃的MFの選手には攻撃を組み立てる能力だけでなくシャドーストライカー的な動きも求められる。

#### 4-2-3-1
中盤の構成が守備的MFが2人、サイドMFが2人、攻撃的MFが1人で、サイド攻撃を重視したもの。98年のフランス代表が流行前に採用しW杯で優勝を飾った。その後、現在では最も多く採用されている。攻撃的MFが1人、守備的MFが2人の4-3-3の両ウィングを下げ、サイドMFはウィングのように前線の奥深くまで侵入する。

#### 4-3-2-1
その形状から「クリスマスツリー」とも呼ばれる。守備的MFに3人、攻撃的MFに2人を配置し、中央の構成力を重視した設計になっている。3人の守備的MFで守備を安定させ、FW1人と攻撃的MF2人（1トップ・2シャドー）の連携による攻撃が基本となる。MFが中央に密集してしまうため、サイド攻撃にはSBのオーバーラップが不可欠。ACミランを指揮していた当時のカルロ・アンチェロッティ監督がこのフォーメーションをよく採用していた。

#### 4-1-4-1
攻撃的MFが1人、守備的MFが2人の4-3-3の両ウィングが下がったのが4-2-3-1であるのに対し、攻撃的MFが2人、守備的MFが1人の4-3-3の両ウィングが下がったのが4-1-4-1。また4-2-3-1の陣形から攻撃的MFを1人アンカーに移動させた場合、中央の2人は守備的MFであるに関わらずこう表現される事も多い。

### 4-3-3
DF4人、MF3人、FW3人を置き、フィールドに選手が均等に配置されるので、フラット型の4-4-2に近い特性を持ち、ゾーンディフェンスやプレッシングが行いやすい。中盤のMFの構成で攻撃型をFWに近い位置に置き、中盤の底を2人が務める攻撃的な形。3人ともセンターMFにして、状況に合わせて役割を変えるバランスを取った形。アンカーをセンターに配置し、残り2人がテクニカルボランチを務める守備的な形。3人とも守備的な位置に置き、門番の役割をしてロングカウンターを狙う形など、中盤の構成によってさまざまな攻撃パターンを作れるが、中盤の能力や連携によっては前線が孤立してしまう。ポジションが均等に配置されているため固定的になりやすいので、変化をつけられる選手或いは戦術がないと単調な攻撃しかできない。

### 3-5-2
3バックを主体としたフォーメーションで最も普遍的で、DFが3人、MFが5人、FWが2人。左右のウイングバック（以下、WB）が豊富な運動量で攻守に上下動を繰り返すのが特徴で、両WBの位置取りしだいで攻撃的にも守備的にも変化する。片方のWBを前方に突出させ殆どFWに近い位置でプレーさせる例（主に1990年代にアルゼンチン国内で流行した）や、相手のサイド攻撃を牽制するために両WBとも前方に突出させる特異な例や、守備を重視（WBの背後のスペースを埋める）して両WBをDFラインにまで後退させる例（5-3-2）もある。
特異な例としては、2000年代前半のジュビロ磐田が採用した、WBを置かずに中央を固めたN-BOX等が挙げられる。

#### ドイスボランチ型（3-4-1-2）
中盤の構成が守備的MFが2人、両サイドMFが2人、攻撃的MFが1人で、3-5-2のうち最も一般的でバランスに優れる。守備的MFが2人いることでDFラインの前やWBが上がったときのサイドのカバーが容易で、守備が安定する。攻撃においては攻撃的MFが非常に重要な役割を担うが、WBのオーバーラップや2人の守備的MFのうち1人が前線に上がって攻撃に参加して攻撃的MFをサポートする。1990年代後半のイタリアやトルシエ～ジーコ時代の日本代表・国内で流行を見せた。

#### ワンボランチ型（3-3-2-2）
中盤の構成が守備的MFが1人、両サイドMFが2人、攻撃的MFが2人で、攻撃を重視したもの。1人しかいない守備的MFには広範囲をカバーする運動量と高い能力が求められる。攻撃的MFが2人いることで攻撃に厚みを持たせることが可能。だが、攻撃に重点が置かれるシステムのためバランスを考慮し、両サイドMFにSBの選手を配置する監督が多く、実質は守備的な5バック（5-3-2）になってしまう事が多い。但し、攻撃的MFがワイド気味に開くことでウイングバックの負担を減らし、攻撃的かつバランスを保つことができる。日本において、1990年代前半までは3-5-2と言えはこのフォーメーションであった。

#### トレスボランチ型
中盤の構成が守備的MFが3人、両サイドMFが2人で、非常に守備的。3人の守備的MFにより守備は非常に強固なものとなるが、攻撃は2人のFWによるカウンター頼みになってしまう。ASローマなどが採用したことがあるが、オフェンシブの位置に選手が少ないため得点力に問題があり、あまり使用されていなかった。しかしアントニオ・コンテ指揮下のユヴェントスFCがこのフォーメーションを採用。中盤の底に類い稀なパス能力を誇るアンドレア・ピルロを配置してもう2人のボランチを攻守に走らせる戦術を採用してスクデットを獲得したことから、2010年代以降はセリエAを中心にしばしば採用されている。

### 3-4-3
3-4-3は3バックを主体とした、DFが3人、MFが4人、FWが3人という他に比べ前線の人数が多いフォーメーション。両サイドのFW（ウィング）とMF（サイドハーフ）による強力なサイドアタックを展開することができる。数あるフォーメーションの中で、最も攻撃的な布陣である。

#### フラット型
中盤の構成がセントラルMFが2人、両サイドMFが2人で、攻撃を重視したもの。最も均等にピッチ上に選手を配置するのでピッチ全体を使いやすく、強力なサイド攻撃が可能であるが、個々の能力とチームプレイとの融合が求められるサッカーでは、難しいフォーメーション。アルベルト・ザッケローニが好んで使用することで知られている。

#### ダイアモンド型（3-3-1-3 / 3-3-3-1 / 3-1-3-3）
中盤の構成が守備的MFが1人、両サイドMFが2人、攻撃的MFが1人で、極端に攻撃を重視する。多くのトライアングルを構成することができる。バルセロナのエル・ドリーム・チームや国内リーグの無敗優勝を達成した際のアヤックスのフォーメーションとしても知られる。3バックに限定しても、現代サッカーにおいては基本フォーメーションとして用いられることは少ないが、2002年日韓W杯においてフース・ヒディンク監督が率いた韓国代表はこれに近いフォーメーション戦術でベスト4の成績を残した。

### 3-6-1
3-5-2を発展させたもので、DF、守備的MF、両サイドMFまでは同じだが、前線をワントップツーシャドーにしているのが特徴。両サイドのMFはWBとしてピッチを上下移動して守備、攻撃に参加しなければならないので高い運動量が要求される。比較的守備が安定し、中盤のパス回しが効果的に行える事により、美しいロングカウンターを仕掛ける事が出来る。3-4-2-1と呼ぶ場合もある。Jリーグでは、サンフレッチェ広島が、2018年途中まで約10年にわたり採用していた。
トルシエ監督率いる日本代表も、シドニー五輪の時など時期によってオプションとして採用していた。
2024年現在、森保一監督率いる日本代表が主に用いている。

## 特殊なフォーメーション

### 4-2-4
DF4人、MF2人、FW4人のフォーメーション。FWが4人になるため超攻撃的になるが、MFが2人しかいないため、守備面に不安がある。

### 非対称フォーメーション
フォーメーションの左右のバランスを意図的に崩して、左右で攻守の対応を切り替えるもの。一方のサイドに攻撃の起点を置くことや片方を攻撃的にもう片方を守備的にすることなどで、突出した攻撃能力を持つサイドの選手を活かしたり、チーム全体に変化をつける。

### 0トップフォーメーション
3トップまたは1トップのCFが、トップ下の位置まで下がりMFとして機能する。CF不在なので0トップ、トップレスフォーメーションとよばれる。1列目の並びが、緩やかなV字を描く。ウインガーがFW登録であればワイドに開いた超変則2トップになる。ライン間でボールを受けることで相手のCBを引き付けられるのでウイングなどの他の選手が裏を狙いやすくもなる。CFのスペースをわざと空けることで、不特定攻撃が可能。激しくポジションチェンジを行うことで相手のマークを外し、DF陣にスペースを生み出し攻撃を仕掛ける。中盤に人数をかけているため、ボールポゼッションを高められる。ただし、近代では守備的なフォワードを置くことが多く戦術を露骨に出すこのようなフォーメーションは、大きく減った。また、好不調などの影響などで、本職のFW登録ではない中盤の選手がワントップを務めた際にこう表現されることも多い。